# Liste der Naturdenkmale in Neckarsteinach
Die Liste der Naturdenkmale in Neckarsteinach nennt die im Gebiet der Stadt Neckarsteinach im Landkreis Bergstraße in Hessen gelegenen Naturdenkmale.

## Liste
| Bild | Bezeichnung                                                                   | Ortsteil, Lage                                 | Beschreibung | Art                   | Nr.        |
| ---- | ----------------------------------------------------------------------------- | ---------------------------------------------- | --- | --------------------- | ---------- |
| BW   | Bligger-Linde (Tilia cordata)                                                 | Neckarsteinach 49° 24′ 8,4″ N, 8° 48′ 46,1″ O  | Aufgrund von sehr hohem Alter, skurriler Kronenform und landeskundlichem Wert geschützte Winterlinde.                | Winterlinde           | 431.18-41  |
| BW   | Schwarzkiefer (Pinus nigra), vormals „2 Schwarzkiefern“                       | Neckarsteinach 49° 24′ 33,9″ N, 8° 50′ 5,5″ O  | Aufgrund von hohem Alter und besonderer Größe geschützte Schwarzkiefer.                                              | Schwarzkiefer         | 431.18-411 |
| BW   | Schöne Eiche von Harreshausen, Pyramideneiche (Quercus robur var. Fastigiata) | Neckarsteinach 49° 24′ 33,2″ N, 8° 50′ 8,5″ O  | Aufgrund von besonders kräftigem Wuchs geschützte Pyramideneiche.                                                    | Säuleneiche           | 431.18-412 |
| BW   | 2 Blutbuchen (Fagus silvatica purpurea), vormals 3 Blutbuchen                 | Neckarsteinach 49° 24′ 34,7″ N, 8° 50′ 6,9″ O  | Aufgrund von besonderer Höhe und Stärke geschützte, als Baumgruppe ortsbildprägende Blutbuchen.                      | Blutbuche             | 431.18-413 |
| BW   | 2 Buchsbäume (Buxus sempervirens)                                             | Neckarsteinach 49° 24′ 31,9″ N, 8° 50′ 4,4″ O  | Aufgrund von hohem Alter und besonderer Größe geschützte Buchsbäume zwischen Vorder- und Mittelburg.                 | Buchsbaum             | 431.18-414 |
| BW   | Rosskastanie unterhalb des Friedhofs (Aesculus hippocastanum)                 | Neckarsteinach 49° 24′ 23,1″ N, 8° 50′ 25,9″ O | Aufgrund von besonderer Stärke, besonderer Schönheit der Krone und eigenartiger Verästelung geschützte Rosskastanie. | Rosskastanie          | 431.18-416 |
| BW   | Blutbuche (Fagus silvatica purpurea) und Tulpenbaum (Liriodendron tulipifera) | Neckarsteinach 49° 24′ 22,5″ N, 8° 50′ 31,1″ O | Besonders formschöne, farbprächtig ortsbildprägende Baumgruppe auf dem Friedhof.                                     | Blutbuche, Tulpenbaum | 431.18-418 |
| BW   | Traubeneiche an der Steinklausenhütte (Quercus petraea)                       | Neckarsteinach 49° 24′ 58,1″ N, 8° 49′ 27,2″ O | Aufgrund von hohem Alter und besonderer Formschönheit geschützte Traubeneiche nahe dem Blockmeer „Steinklause“.      | Traubeneiche          | 431.18-419 |
| BW   | Eiche und Quelle am Brunnenberg (Quercus robur)                               | Neckarsteinach 49° 24′ 36,8″ N, 8° 48′ 24,4″ O | Aufgrund von besonderer Eigenart und Harmonie des Ensembles geschützt.                                               | Stiel-Eiche           | 431.18-420 |
| BW   | Birnbaum an der Alten Hirschhorner Straße (Pyrus pyraster)                    | Neckarsteinach 49° 23′ 58,2″ N, 8° 51′ 13,4″ O | Aufgrund von hohem Alter und außergewöhnlicher Größe geschützt.                                                      | Birnbaum              | 431.18-423 |
| BW   | Stieleiche auf dem Friedhof (Quercus robur)                                   | Neckarsteinach 49° 24′ 22,4″ N, 8° 50′ 27″ O   | Aufgrund von hohem Alter und Formschönheit geschützt.                                                                | Stiel-Eiche           | 431.18-424 |
| BW   | Traubeneiche (Quercus petraea)                                                | Neckarsteinach 49° 24′ 4,1″ N, 8° 48′ 37,8″ O  | Aufgrund von hohem Alter und besonderer Größe geschützte Traubeneiche oberhalb von Kleingemünd.                      | Traubeneiche          | 431.18-426 |
| BW   | Rosskastanie vor dem Eingang zur Mittelburg (Aesculus hippocastanum)          | Neckarsteinach 49° 24′ 34,4″ N, 8° 49′ 58,3″ O | Aufgrund von besonderer Formschönheit und Stärke geschützte Rosskastanie.                                            | Rosskastanie          | 431.18-44  |
| BW   | Hängebuche (Fagus silvatica pendula)                                          | Neckarsteinach 49° 24′ 34,1″ N, 8° 50′ 0,7″ O  | Aufgrund von außergewöhnlicher Schönheit und Stärke geschützte Hängebuche.                                           | Hängebuche            | 431.18-47  |